# Duarte Gomes
Duarte Nuno Pereira Gomes (* 16. Januar 1973 in Funchal) ist ein ehemaliger portugiesischer Fußballschiedsrichter.

## Sportlicher Werdegang
Gomes begann mit dem Schiedsrichterwesen im Männerfußball zu Beginn der 1990er Jahre auf Distriktebene und rückte 1997 bis zur Primeira Divisão als höchster nationaler Spielklasse auf. 2002 wurde er in den Kreis der FIFA-Schiedsrichter aufgenommen und pfiff in der Folge zunächst Juniorenländerspiele, unter anderem kam er bei der U-19-Europameisterschaft 2005 zum Einsatz. Ab 2007 leitete er A-Länderspiele, darunter Qualifikationsspiele für Europa- und Weltmeisterschaften. Bei der EM-Endrunde 2012 gehörte er als Torschiedsrichter zum Assistententeam von Pedro Proença. 
Im Wettbewerb um die Taça de Portugal 2005/06 leitete Gomes das Finalspiel zwischen dem FC Porto und Vitória Setúbal. 2014 war er Spielleiter des Supercupspiels zwischen Benfica Lissabon und dem Rio Ave FC. 
Nach dem Karriereende 2016 wurde Gomes Experte beim zum TV-Netzwerk Sociedade Independente de Comunicação gehörenden Sender SIC Notícias. Er betreibt zudem die Webseite kickoff.pt, auf der er einerseits Hintergründe zu Regeln und Schiedsrichterwesen gibt und andererseits Stellung zu aktuellen Themen bezieht.